# Imangali Tasmagambetow
Imangali Tasmagambetow (kaz. Иманғали Нұрғалиұлы Тасмағамбетов; ros. Имангали Нургалиевич Тасмагамбетов, Imangali Nurgalijewicz Tasmagambietow, ur. 9 października 1956 w Obwodzie atyrauskim) – kazachski polityk, premier Kazachstanu w latach 2002–2003.
Był członkiem partii Nur Otan. W latach 2004–2008 był burmistrzem Ałmaty. 4 kwietnia 2008 objął urząd burmistrza Astany, stolicy Kazachstanu. Piastował to stanowisko do 22 października 2014 kiedy zastąpił go Adilbiek Dżaksybiekow a on sam został powołany w skład rządu Karima Masimowa jako minister obrony. 13 września 2016 został mianowany wicepremierem w rządzie Bakytżana Sagintajewa, jednocześnie ustąpił ze stanowiska szefa resortu obrony.
3 lutego 2017 został mianowany ambasadorem Kazachstanu w Federacji Rosyjskiej.